# (623070) 2015 KW174
(623070) 2015 KW174 est un objet transneptunien faisant partie des objets épars d'environ 110 km de diamètre.